# Eleonora Monti
Eleonora Monti (Brescia, 20 luglio 1727 – novembre 1762) è stata una pittrice e disegnatrice italiana specializzata in ritrattistica.

## Biografia
Figlia del pittore Francesco Monti e di Teresa Marchioni, studiò letteratura e lingua francese.
Denotando fin da piccola una notevole predisposizione al disegno e alla pittura, il padre iniziò a istruirla anche nell'arte pittorica: inizialmente fino ai 12 anni, eseguendo copie di stampe scelte dal padre e successivamente dipingendo mezze figure. Ricopiava i vari soggetti proposti dal padre in modo così esatto, che Eleonora decise di dedicarsi all'esecuzione di ritratti, specializzazione che richiede particolare precisione.
Inoltre eseguì opere di soggetto religioso.
Lavorò principalmente a Brescia, dove animò un salotto frequentato dagli intellettuali del luogo.
Fra i suoi mecenati vi furono Giovanni Molin, vescovo di Brescia, e Piero Andrea Giovannelli, podestà della stessa città. Lavorò per la nobiltà di Brescia, eseguendo ritratti per varie famiglie come la Martinengo, l'Avogadro e la Barussi, per cui lavorò anche il padre.
Il 10 novembre 1762 o 1767 fu ammessa all'Accademia Clementina, fra gli Accademici d'onore, pochi giorni prima della morte.
Secondo Amorini, Eleonora Monti morì invece verso la fine del XVIII secolo.
Caduta nell'oblio, non sono note sue opere esistenti.

## Opere
- Ritratto del Capitano ingegnere Cristiani[1]
- Ritratto del Conte Cesare Martinengo, su rame[1]
- Ritratto del padre Francesco[1]
- Ritratto del Sig.Zanardi[1]
- Autoritratto[1]
- Ritratto di Ludovico Calini[2]